# Стари погон фабрике чарапа „Вукица Митровић“
Стари погон фабрике чарапа „Вукица Митровић” у Апатину подигнут је 1903. године и представља непокретно културно добро као споменик културе.
У згради је био смештен целокупни производни процес некадашње Фабрике чарапа „Три звезде”. Ова једноспратна грађевина има основу у облику слова „Л” и двосливни кров покривен бибер црепом. Уобичајену декорацију за ову врсту објекта чине траке од црвене опеке у виду шпалетни око лучно завршених прозорских отвора, поткровних и кордонских венаца и зупчастог венца на троугластом забату. Прозори садрже уобичајену уситњену поделу на квадратна поља у металним шпроснама. 
На малом платоу испред погона постављена је спомен биста Вукице Митровић.